# Ura Vajgurore
Ura Vajgurore est une municipalité d'Albanie, appartenant à la préfecture de Berat. Sa population était de 4 894 habitants en 2011, mais à la suite d'une réforme administrative en 2015 elle fusionna avec trois autres municipalités ce qui porte sa population actuelle à environ 27 300 habitants.